# Brawl in the Family
Brawl in the Family, llamado Discusión familiar en España y Conflictos familiares en Hispanoamérica, es un episodio perteneciente a la decimotercera temporada de la serie animada Los Simpson, emitido originalmente el 6 de enero de 2002. El episodio fue escrito por Joel H. Cohen y dirigido por Matther Nastuk. Delroy Lindo fue la estrella invitada, interpretando a Gabriel.

## Sinopsis
Todo comienza con una reunión del Partido Republicano de Springfield, organizada por el Sr. Burns, diciendo que ya era hora de hacer el acto maligno de la semana. Luego de una pequeña destrucción, el comité decide destruir el medio ambiente y sacar todas las leyes de anti-polución. A partir del día siguiente, reciclar se convierte en una ofensa. Los refugios de aves son destruidos, y las fábricas comienzan a desechar grandes cantidades de humo, las cuales llegan a las nubes y producen lluvia ácida.
Marge previene a su familia para que se queden dentro de la casa. Homer acepta, ya que podía ver la televisión pero, desafortunadamente, la lluvia ácida destruye la antena, dejando la TV sin señal. Para pasar el tiempo, la familia se pone a jugar al juego de mesa Monopoly. En el juego, Lisa descubre que Bart estaba haciendo trampa, lo que desencadena una pelea entre todos los miembros de la familia. Maggie, asustada, llama a la policía. Cuando los oficiales llegan, toda la familia es encarcelada en una pequeña celda.
Cuando Marge dice que habían tocado fondo, se empieza a oír música suave de coros y en la celda entra un hombre llamado Gabriel, vestido de blanco. Homer, oyendo la música, asume que Gabriel es un ángel, aunque él le dice que no lo es y que la música era de su localizador. Luego, les dice que es un trabajador social, quien estaba allí para ayudarlos, aunque Homer sigue convencido de que es un ángel.
Gabriel comienza a observar a cada miembro de la familia por separado, notando el gran defecto que todos tienen, especialmente Homer y Bart; y al otro día, los lleva a todos juntos a un día de campo en el bosque. Allí, les dice que había preparado un almuerzo, el cual consistía en cervezas y sándwiches, pero que había puesto todo en una mochila y, esta, en la cima de un árbol. A pesar de que el objetivo era que todos trabajasen en equipo para alcanzar la comida, Homer se desespera, toma su auto y tira abajo el árbol. Las ramas, al caer estrepitosamente, atrapan a Gabriel entre ellas, y el árbol cae por un precipicio. Al ser alto y grande, el árbol queda enganchado en la mitad del camino del precipicio, con Gabriel atorado en las ramas y, abajo de él, en el suelo, unos lobos y pumas lo acechaban. Los Simpson idean un plan para rescatar a Gabriel, el cual consistía la colaboración de todos y, cuando lo logran, se van en su auto a su casa cantando una alegre canción. Sin embargo, cuando llegan, ven frente al garage a Ginger y a Amber, las mujeres con las que Homer y Ned Flanders se habían casado en Las Vegas, estando ebrios. Al ver esto, Gabriel se va disgustado.
Marge, al descubrir todo el secreto de Homer, se enoja muchísimo con él y lo envía a dormir en el jardín. Ginger, la "esposa" de Flanders, se va a la casa de él y se instala allí. Homer trata de anular su matrimonio con Amber, pero la jueza lo obliga a hacerse cargo de sus dos esposas.
A la mañana siguiente, Ned, con Rod y Todd, despiertan a Ginger. La extrema bondad y religiosidad de los Flanders desesperan a Ginger. Mientras tanto, en la casa de los Simpson, Amber trata de hacerse amiga de los niños, pero no logra hacerlo. Esa noche, Homer va a dormir a la casa del perro, y Marge, quien lo observa por la ventana, decide tener una charla con él. Al otro día, Homer y Marge hacen un plan. Homer simula que odia a Marge y lleva a Amber a la taberna de Moe, en donde la emborracha y, al día siguiente, despierta con el Abuelo, con quien se había casado, habiendo renunciado a todos los otros esposos. Amber, asustada por su nuevo marido, y Ginger, harta de Ned, escapan juntas en su auto.
Los Simpson, viendo que habían resuelto algo como familia, se alegran y vuelven a estar juntos.